# Nobody's Home
Singles de Avril Lavigne
My Happy Ending
(2004) He Wasn't
(2005)
Clip vidéo
[vidéo] « Nobody's Home », sur YouTube
Nobody's Home est une chanson de la chanteuse canadienne Avril Lavigne extraite de son second album studio Under My Skin, sorti le 12 mai 2004.
Environ six mois après la sortie de l'album, le 4 novembre 2004, la chanson a été publiée en single aux Etats-Unis. C'était le troisième et avant-dernier single de cet album.
Aux Etats-Unis, la chanson a atteint la 41e place sur le Hot 100 du magazine Billboard. Au Royaume-Uni, le single avec cette chanson est monté à la 24e place du hit-parade national.
Le clip est réalisé par Diane Martel.